# 樋橋

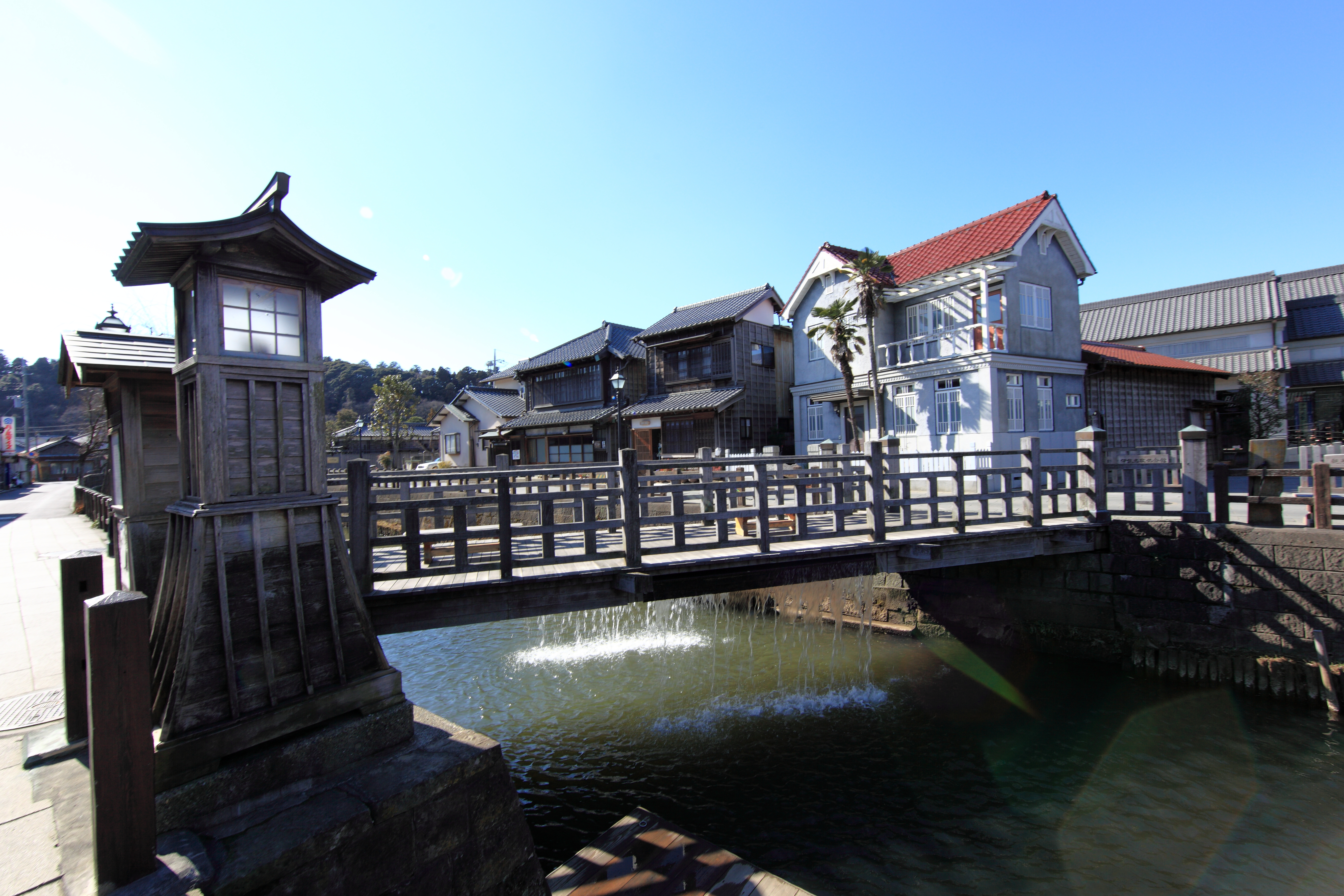
樋橋（小野川北側から）

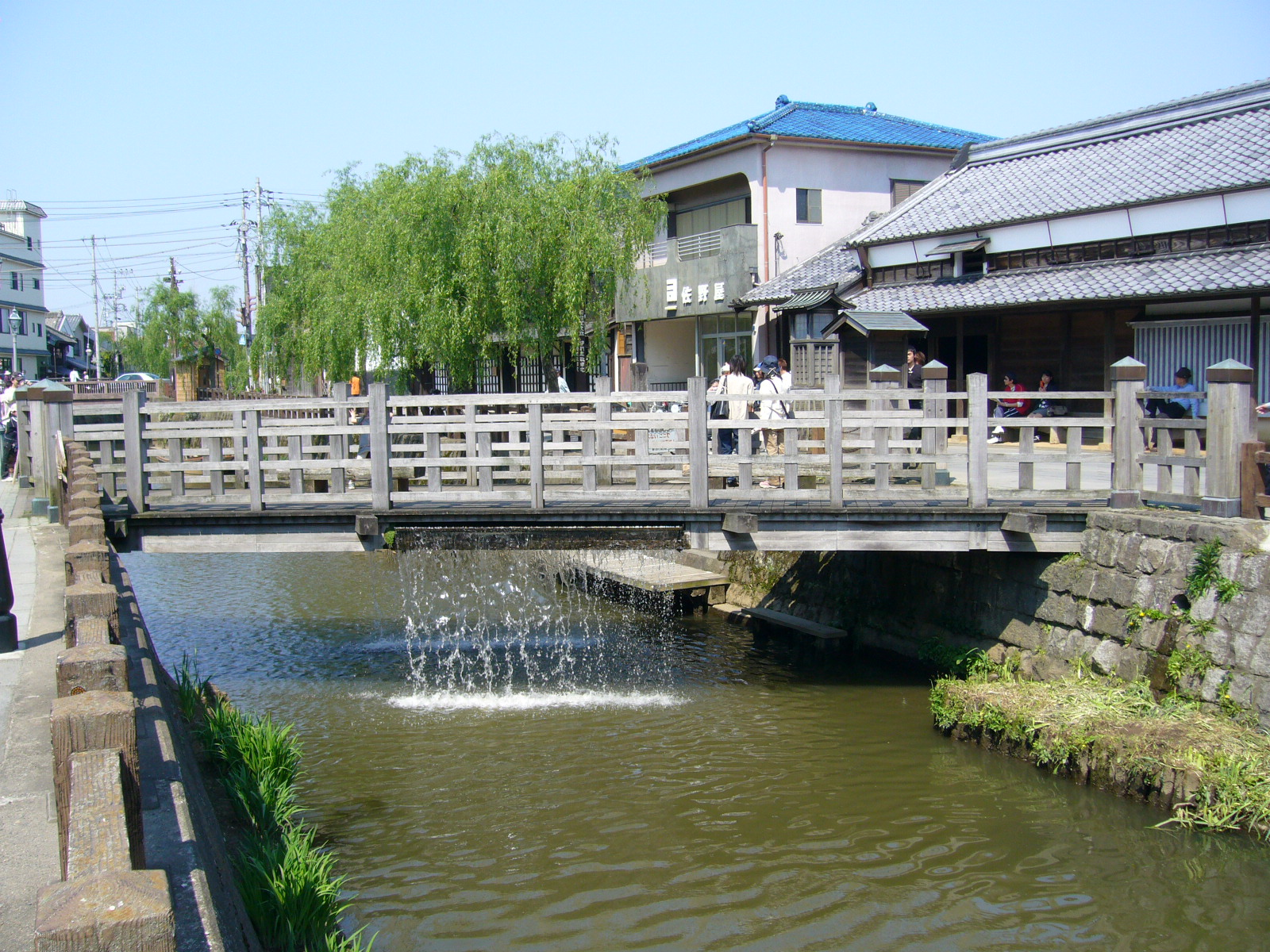
樋橋（小野川南側から）

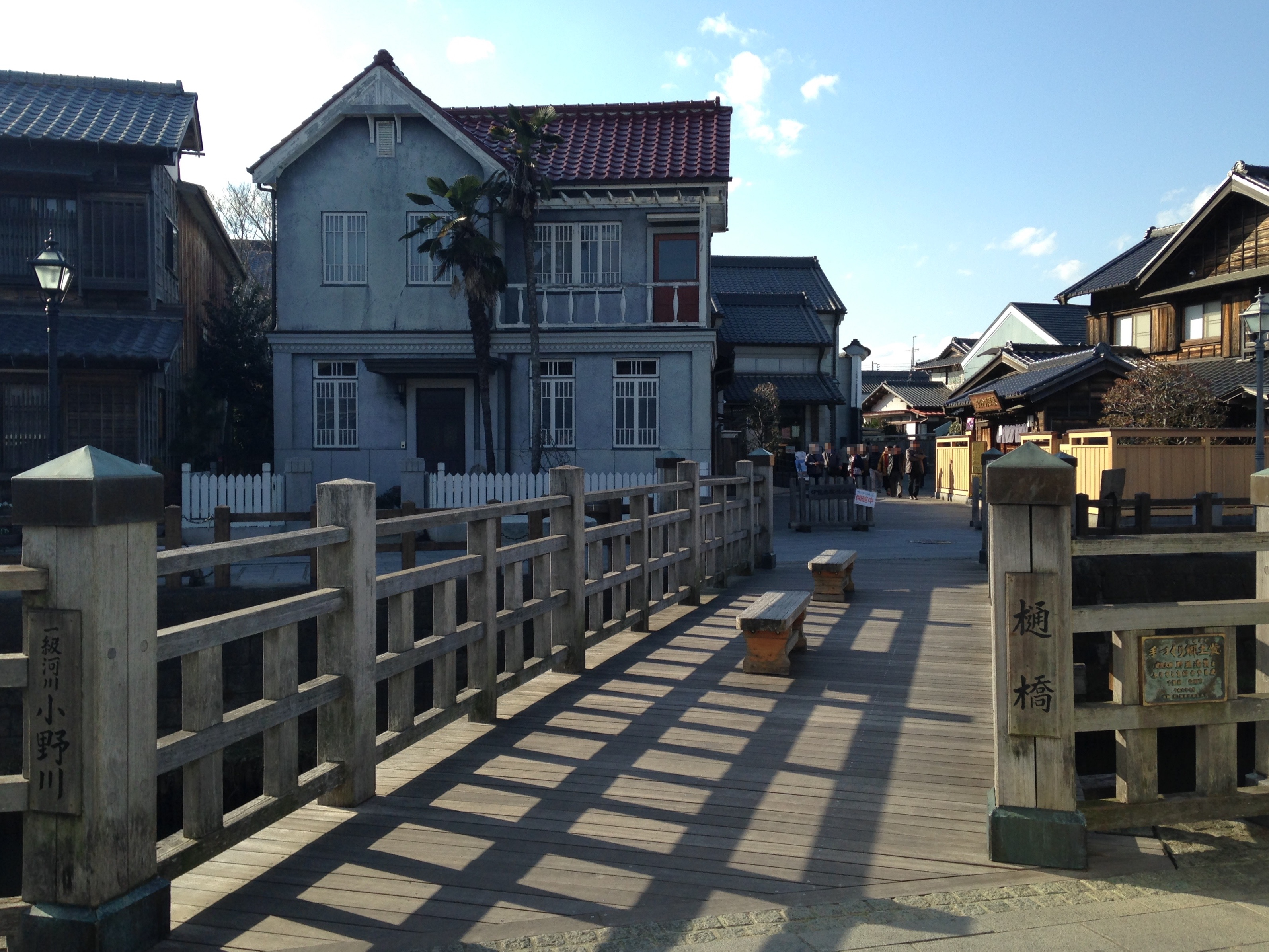
小野川に架かる樋橋

樋橋（とよはし）は、千葉県香取市の小野川に架かる橋である。ジャージャー橋とも呼ばれ、日本の音風景100選に選定されている。

## 概要
樋橋はもともと、江戸時代に小野川上流でせき止めた農業用水を佐原の関戸方面（現佐原駅方面）の水田に送るため、小野川に架けられた大きな樋（とよ）であった。この樋から小野川に落ちる水の音からジャージャー橋と呼ばれるようになった。
その樋を人が渡るようになり、昭和時代にコンクリート橋、1992年（平成4年）に現在の橋となった。平成4年に橋を造る際に、かつてのジャージャー橋のイメージを再現するため、水が落ちるように造られた。落水は昼間のみ（午前9時～午後5時）、30分おきである。
平成6年度手づくり郷土賞（ふるさとを紹介する道）受賞。	
1996年（平成8年）に環境省の日本の音風景100選に選定された。